# Herb gminy Siemiątkowo
Herb gminy Siemiątkowo – jeden z symboli gminy Siemiątkowo, ustanowiony 20 czerwca 2015.

## Wygląd i symbolika
Herb przedstawia na tarczy w polu błękitnym podkowę na opak złotą, ze srebrnym krzyżem kawalerskim w środku pod trzema kwiatami rumianku w klin. Złota podkowa i srebrny krzyż to godło herbu Jastrzębiec i nawiązuje do dawnych właścicieli ziem stanowiących obecnie tereny gminy: Siemiątkowskich oraz Koziebrodzkich.